# 西方禮正教會
西方禮正教會，又稱西儀正教會、西儀東正教（英語：Western Rite Orthodoxy），是指在神學上與東正教會共融，但禮儀保留西方教會（如天主教會）傳統的教會。西儀正教會的聖禮儀（即天主教會的彌撒）禮儀一般採用經修改的特利騰彌撒儀式，但也有使用薩倫禮、莫扎拉比禮、高盧禮乃至使用融入正教會元素的聖公宗公禱書禮儀的西儀正教會。時下，大部分西方禮正教會從屬於俄羅斯域外正教會與安提約基亞宗主教區北美總教區，但也有一些西儀正教會，如法國正教會是相對獨立的教區。

## 歷史
19世紀時，孺略·若瑟·奧福伯曾嘗試在英國建立一個西方禮正教會但未果。奧弗貝克最初是天主教會的司鐸（神父），後來選擇放棄鐸品結婚，並在英國加入了東正教會（p. 5）。到1890年，一個美國聖公會的教區宣佈脫離聖公會，與東正教會達成共融，成為第一個西儀正教會，但不久後這個教區的原主任牧師又轉向敘利亞東方正統教會並被祝聖為主教（與東正教會不共融），此後一段時期內都沒有大批的西方教會會眾加入東正教共融。不過19世紀末聖吉洪的一些工作卻為北美的西方禮正教會打下基礎。為了幫助一些希望加入正教會但又希望保留原本禮儀的聖公會信徒，他審閱了聖公會的公禱書，並基於東正教會的神學發明了一套可供原聖公會信徒使用的禮儀。20世紀30年代，美國正統大公教會（American Orthodox Catholic Church）成立，是北美迄今為止影響力相對較大的西方禮正教會群體。
1936年，法國的正教會接受一批脫離天主教會的自由天主教會信眾，開創了今日法國西方禮正教會的先河。